# كوشون تاكامي
كوشون تاكامي (باليابانية: 高見 広春)‏ (10 يناير 1969 في أماغاساكي، هيوغو - )؛ روائي، وصحفي، وكاتب سيناريو من اليابان.

## روابط خارجية
- كوشون تاكامي على موقع IMDb (الإنجليزية)
- كوشون تاكامي على موقع قاعدة بيانات الفيلم (الإنجليزية)